# Chamaepsila rosae
Chamaepsila rosae (tên tiếng Anh: Ruồi cà rốt) là một loài gây hại cho vườn và nông trại, chủ yếu gây hại cây cà rốt, nhưng cũng hại củ cải vàng, mùi tây và cần tây. Nó là một thành viên của họ Psilidae.
Thiệt hại cây trồng gây ra bởi ấu trùng màu vàng kem ăn các lớp bên ngoài của gốc cà rốt. Vào mùa thu, chúng có thể xâm nhập sâu hơn vào gốc. Ấu trùng không có chân dài đến 10 mm.

## Hình ảnh

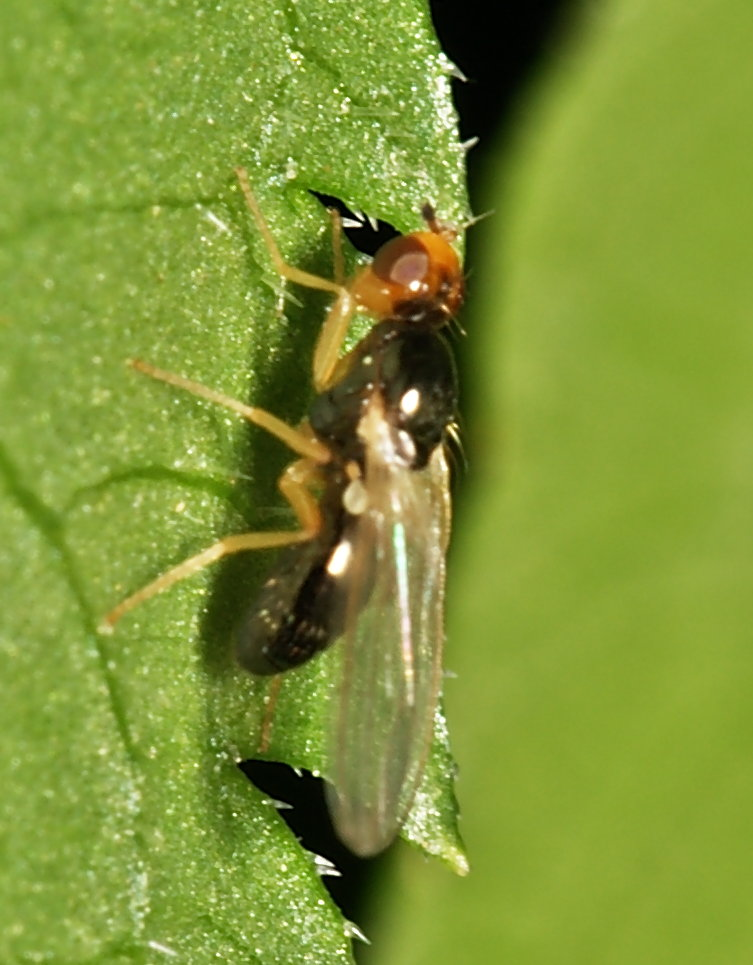
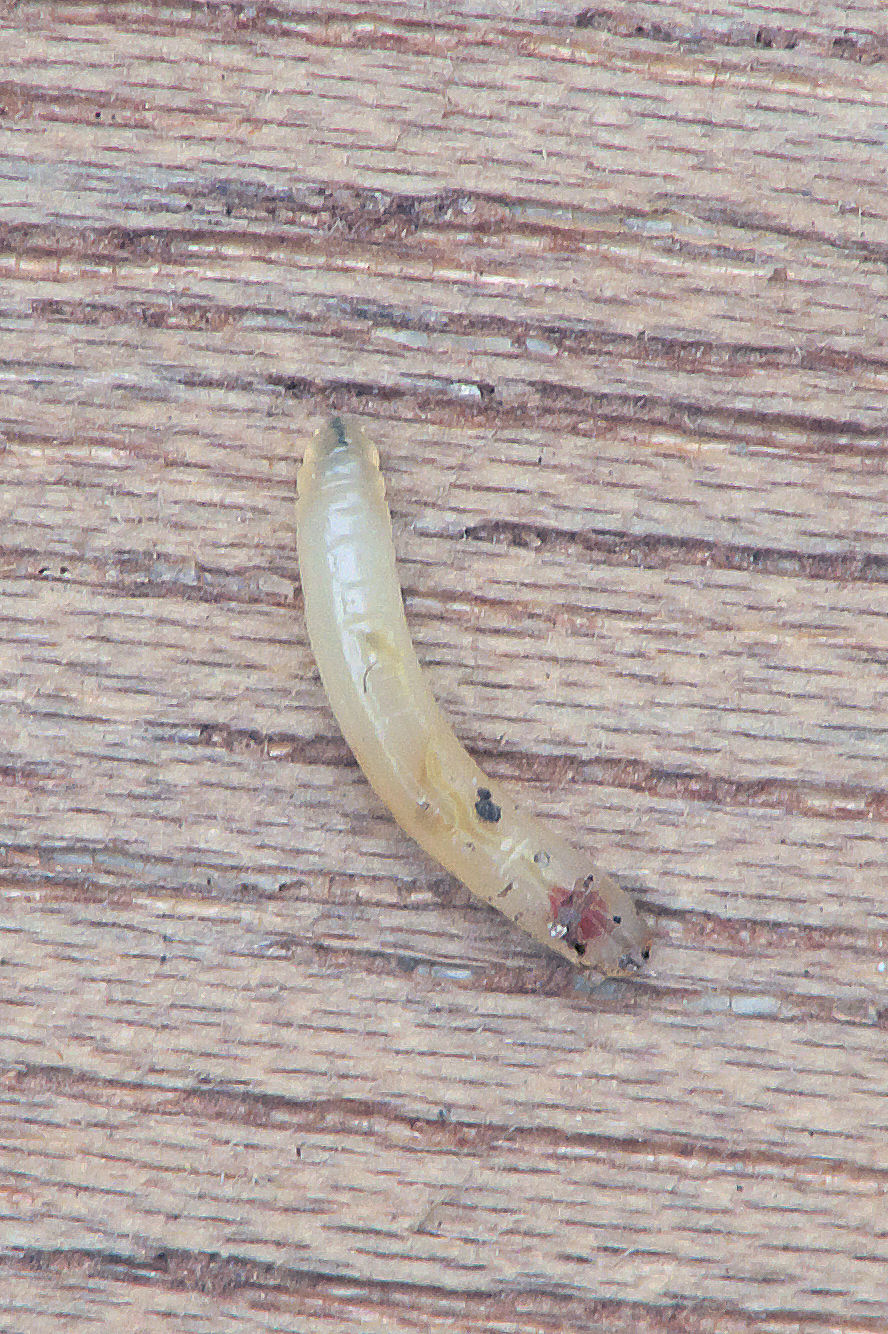
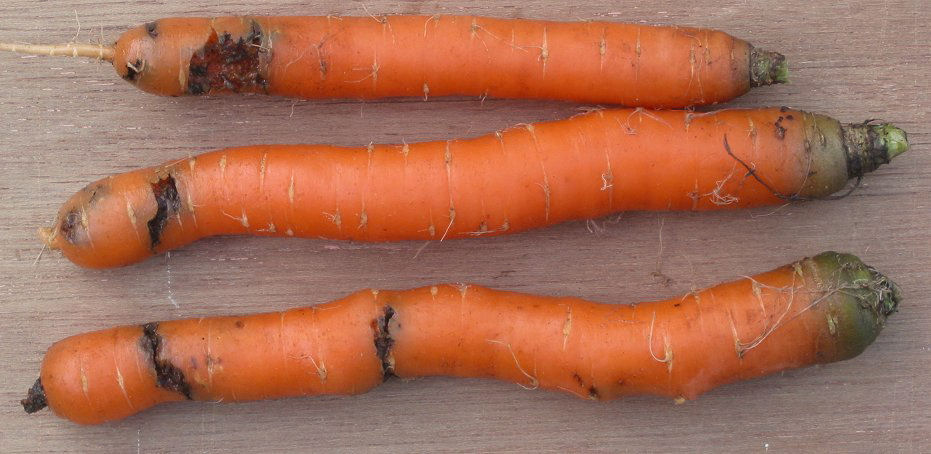
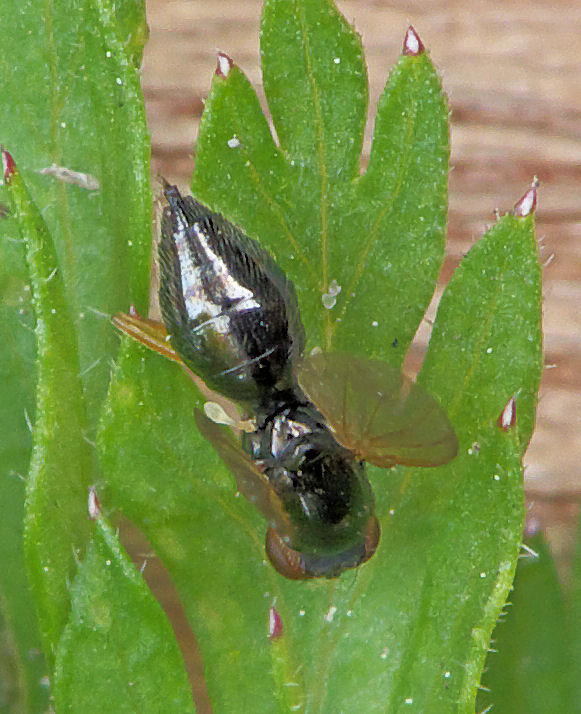